# داش أغل
داش‌ أغل هي قرية في مقاطعة أرومية، إيران. عدد سكان هذه القرية هو 104 في سنة 2006.